# Like Water for Chocolate
Like Water For Chocolate – czwarty album amerykańskiego rapera o pseudonimie Common (Common Sense), wydany w marcu 2000 roku.

## Lista utworów
1. „Time Travelin’ (A Tribute To Fela)” – 5:56
2. „Heat” – 3:41
3. „Cold Blooded” – 4:53
4. „Dooinit” – 3:37
5. „The Light” – 4:02
6. „Funky For You” – 5:55
7. „The Questions” – 4:09
8. „Time Travelin’ Reprise” – 1:33
9. „The 6th Sense” – 4:01
10. „A Film Called (PIMP)” – 5:33
11. „Nag Champa (Afrodisiac For The World)” – 5:10
12. „Thelonius” – 4:21
13. „Payback Is A Grandmother” – 4:30
14. „Geto Heaven Part Two” – 5:03
15. „A Song For Assata” – 6:48
16. „Pops Rap III....All My Children”